# Koller
Koller je priimek v Sloveniji, ki ga je po podatkih Statističnega urada Republike Slovenije na dan 1. januarja 2010 uporabljalo 36 oseb.

## Znani slovenski nosilci priimka
- Andrej Koller, upravnik Zoisovih fužin (oče Jožefa)
- Jože Koller (1944—2024), fizik in kemik, univ. prof.
- Jožef Koller (1798—1870), gozdar

## Znani tuji nosilci primka
- Arnold Koller (*1933), švicarski politik, nekdanji predsednik
- Carl Koller (1857—1944), avstrijsko-ameriški zdravnik, oftalmolog
- Franz Koller (1767—1826), avstrijski general
- Hans Koller (1921—2003), avstrijski jazz glasbenik, saksofonist
- Jan Koller (*1973), češki nogometaš
- Marcel Koller (*1960), švicarski nogometaš